# Frontiera (gruppo musicale)
I Frontiera sono sorti dalle ceneri dei Kina (storico gruppo della scena hardcore punk europea) nel 1997 ad Aosta.

Ad Alberto e Sergio, rispettivamente chitarra e batteria, si è unito Roberto Dini (componente dei Molto rumore per nulla) al basso.
L'esordio live dei Frontiera avviene il 1º novembre 1997 (i Kina si sono sciolti da pochi mesi) aprendo la serata ai concittadini Superjack al Pacì Paciana di Bergamo. Cercando di affrancare il gruppo dagli inevitabili collegamenti coi defunti Kina, la band ha suonato una miriade di concerti in tutta Italia e all'estero (Francia, Germania, Polonia, Svizzera). Per la caratteristica struttura armonica e melodica dei pezzi, per le voci nel cantato di Alberto e Sergio, per l'incedere delle canzoni, band sarà comunque sempre considerata da tutti come la continuazione naturale dei Kina.
I Frontiera sono stati attivi fino al dicembre 2012. Dopo la fine di quell'esperienza, Sergio Milani formerà gli Ombra e Roberto Dini darà vita ai Tutto Nero.

## Componenti
Il gruppo, subito partito come quintetto, diventò presto un trio composto da: 
- Sergio Milani - batteria e voce
- Alberto Ventrella - chitarra e voce
- Roberto Dini - basso e voce

## Discografia
- 1999 - Demo '99
- 1999 - Meno di zero
- 2001 - Ti ho visto in piazza
- 2003 - Strana corsa
- 2006 - Sulle impronte dei giganti

I Frontiera sono anche presenti sulle seguenti compilation:
- 2001 - tributo ai Minutemen curata dalla Cracks in the Sidewalk Minutemen Wrote Propaganda Songs
- 2003 - tributo a Fabrizio De André, curato da "A - rivista anarchica": 1000 papaveri rossi
- 2003 - compilation per i 10 anni dell'etichetta Rumble Fish What the hell we're still doing here
- 2004 - benefit per i canili genovesi di via Adamoli e Sestri Ponente curata dalla Four Dogs Records
- 2004 - Urla nel silenzio (Urla nel silenzio rec.)
- 2004 - Speciale Punk (Cd allegato al n. 19 della rivista Rocksound)
- 2005 - La nostra scelta (AccidiaHC.)